# 青岛圣保罗堂
36°04′20.3″N 120°19′23″E / 36.072306°N 120.32306°E
青岛圣保罗堂又名观象二路基督教堂，位于青岛市市南区观象二路1号，坐落于观象山北坡，靠近胶州路、江苏路、热河路、上海路、观象二路5条道路的交汇处，建于1940-1941年，为青岛市内一座重要的新教教堂，也是青岛市区内第三大基督教教堂。

## 历史

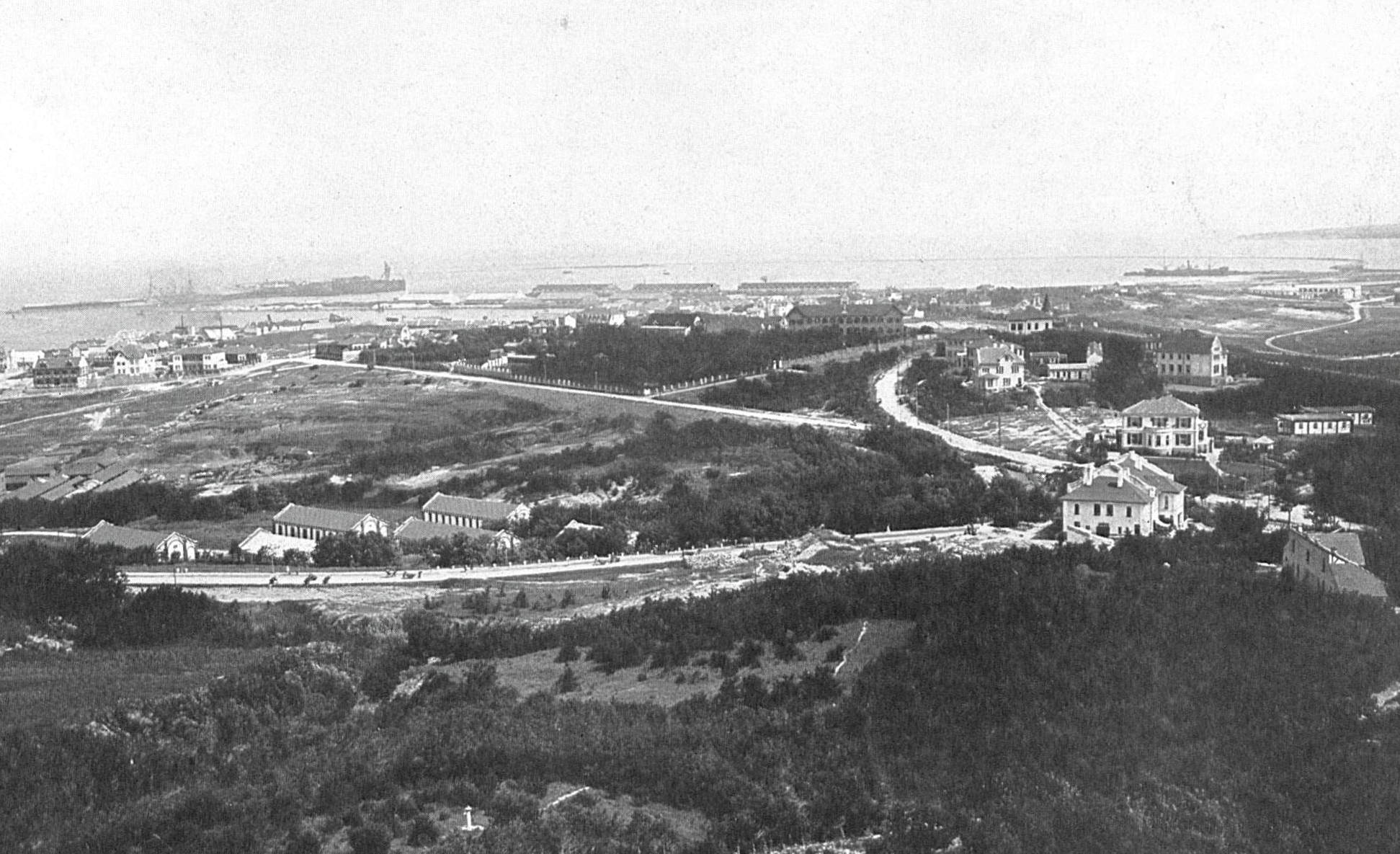
1913年的观象山北麓，右侧近处建筑为基督士兵之家

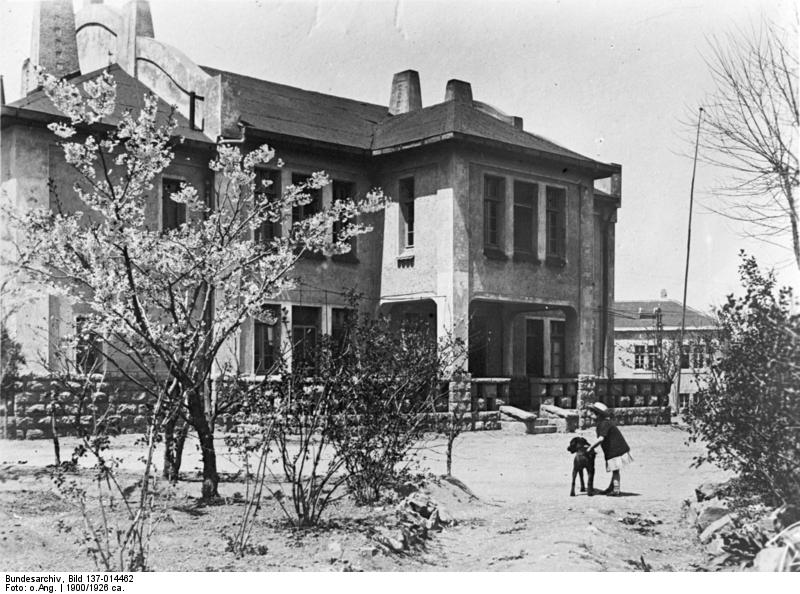
德国人之家，原基督士兵之家

圣保罗教堂的历史可追溯到建于1909年的基督士兵之家（Christliches Soldatenheim），是德国信义会为信奉新教的德军士兵所建。1914年后该建筑改为“德国人之家（Deutsches Heim）”，是青岛德侨的社交中心。1928年，美国信义宗联合会将青岛的原德国信义会改组为鲁东信义会。1936年，青岛德侨将“德国人之家”卖给美国信义会，信义会将其改为教堂使用。

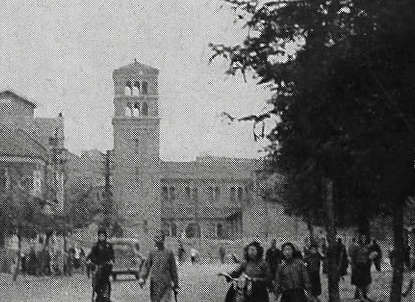
历史照片，正立面，1948年

1940年，鲁东信义会将该建筑改建为圣保罗教堂（原建筑未全部拆除，部分加以利用），由乌克兰裔俄籍建筑师尤力甫（Wladimir Yourieff）和丹麦建筑师约翰内斯·普里普-默勒（Johannes Prip-Møller）共同设计，两人同时也是同期建造的台东镇信义会堂的设计者。教堂于1940年奠基，次年竣工开放。
1958年中国大陆新教教会实行联合礼拜，青岛市区近50处教堂被合并为7个聚会点（观象二路1号原信义会圣保罗堂、济宁路31号原浸信会、城武路35号原自立会、清和路42号原信义会路德堂、嘉禾路15号原四方神召会、四流中路182号原沧口信义会、龙山路4号原青岛地方教会），该教堂为其中之一。1966-1976的文革期间，教堂遭到破坏。文革后该教堂部分改为民居，部分被分割为二层，作为市北税务局办公楼使用。1990年教堂重新开放为宗教场所，钟楼顶部的十字架重新安装，但是原教堂的两个大堂仅开放了南侧的一个，另一个至今仍为民居。2001年修建东西快速路时将教堂临胶州路的花岗岩砌院墙拆除重建。
1999年12月，观象二路基督教堂被列为青岛市文物保护单位。

## 建筑特色
教堂平面为“L”形，分为南北两个大堂和一个钟楼，北堂圣坛朝向东北方，南堂圣坛朝向西偏北方，钟楼设于东侧观象二路附近。建筑整体为清水红砖外墙，面积1482平方米，内部可容纳300余人做礼拜。钟楼高24米，内部有60级台阶通往顶部。建筑风格为罗曼式，外立面边角处有罗曼式教堂典型的“伦巴底带”，即连拱纹。教堂原附有大块花岗岩剁斧石砌成的院墙和红砖拱门。如今院墙仅剩拱门南侧的一小段，北侧临胶州路的大段院墙于2001年拆除。整个教堂风格敦厚、雄壮，是青岛老城区经典的街道景观之一。

## 教堂大钟

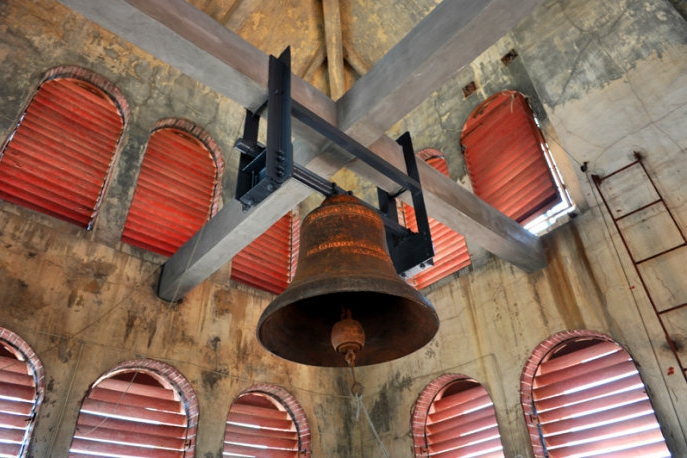
教堂钟楼内的大钟

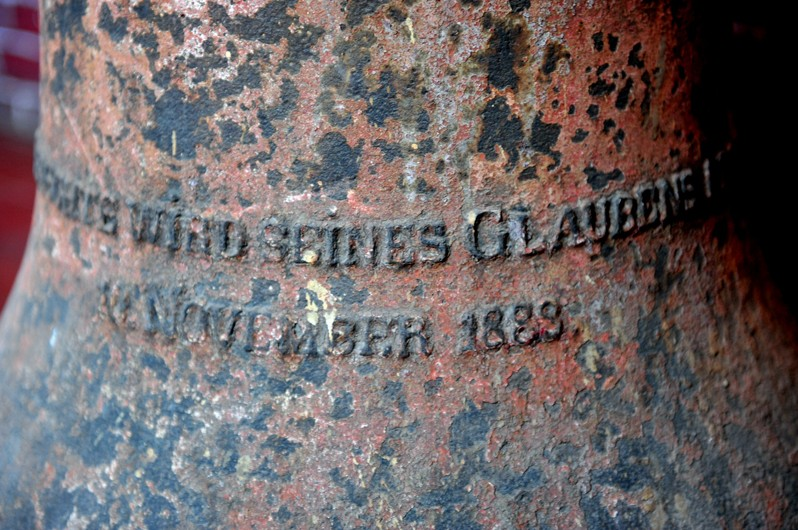
钟面文字

教堂设计的同时并未制造与钟楼规模相符合的大钟，而是使用了1920年代一位美籍华人通过美国海军军舰运至青岛并捐赠给教会的三口德国铸铁大钟的其中一口，另外两口安装在李村和沧口的教堂内。
1966年文革时教堂被破坏，大钟失散。2007年青岛基督教教徒李灵明在聊城双力集团工厂（原青岛车辆厂聊城分厂）发现了这口大钟。据时任工厂厂长单既方介绍，1966年9月他被调到青岛车辆厂聊城分厂当厂长时，因厂区很大，需要一口厂钟提醒工人上下班。同年冬天，工厂采购员刘一三在青岛采购车床设备时在台西西广场看好这口钟，以20元的价格买下，将其挂在工厂门口。据护钟人李玉才介绍，他童年时生活在青岛，经常能听见圣保罗教堂的钟声。1967年他从青岛车辆厂调到聊城分厂工作，敲钟是他的任务之一。时值文革动荡时期，聊城钟楼的古钟被砸毁，因教堂大钟上刻有外文，容易遭到破坏，李玉才便与单既方、刘一三约定不对外泄露大钟的来历，并将其吊到高出，使人看不到钟面上的外文。如此保护直至2007年双力集团破产清算。
大钟被发现后，青岛基督教会孙斌牧师与相关人员赶往聊城测量大钟，并回青岛与钟架尺寸比较，认定该钟为圣保罗堂失散的大钟。由于该钟已属于双力集团财产，而该集团已处于破产清算状态，该钟无法直接移交给教会。2008年2月4日，大钟在聊城市公开拍卖，起拍价10万元，但最终流拍。2009年3月3日，孙斌牧师再次赶往聊城参加大钟拍卖，最终由其个人出资4.4万元买下并捐赠给教会。大钟当晚回到青岛，并于次日经过修理重新挂上教堂钟楼。
大钟最宽处直径1米，顶部直径0.5米，高1.2米左右，重约300公斤。大钟顶部刻有德文“Bochumer Verein Gussstahl Fabrik”（波鸿联合铸钢工厂），是制造该钟的工厂厂名。大钟中部刻有两行字，上面一行为一行德文“Der Gerechte wird seines Glaubens leben”（义人必因信得生），是一句出自圣经的箴言，下面一行为德文与阿拉伯数字“10.November 1888”（1888年11月10日）为大钟铸造时间。
每周日两场礼拜结束前的祷告时，大钟会分别于9:20和11:20响起，由人力驱动，每次响钟约33响，持续约4分钟，届时整个观象山、胶州路市立医院一带都可以听到教堂的钟声。

## 教堂奠基石
教堂奠基石位于钟楼西北角的墙角处，共两面，一面刻有中文，一面刻有英文。其文字于文革时被凿毁，中文碑文已完全无法辨认，英文碑文部分可以辨认。
下文为英文碑文与译文。
| 行  | 原文         | 译文        |
| --- | ------------ | ----------- |
| [1] | SAINT PAUL'S | 圣保罗      |
| [2] | LUTHERAN     | 信义会      |
| [3] | CHURCH       | 教堂        |
| [4] | AD ooo 1940  | 主后 1940年 |
| [5] | JESUS CHRIST | 耶稣基督    |
| [6] | THE CHIEF    | 教会之元首  |
| [7] | CORNER STONE | 奠基石      |

## 图集
- 历史照片，西北侧，1948年
- 北侧
- 大堂正门（北门）
- 大堂南门
- 奠基石，左侧为中文，右侧为英文

## 备注
1. ↑  这句经文出自新约圣经加拉太书三章十一节，是使徒保罗引用旧约圣经哈巴谷书二章四节在书信中写下的话。根据句法判断钟面上的这句经文出自较老的圣经版本，具体哪个版本尚不清楚。而德国圣经公会于2013年7月出版的路德圣经于此处写作“der Gerechte wird aus Glauben leben”。此处使用的中文译文引用自1919年出版的和合本圣经。这句经文在新教信义宗的教义中具有重要地位。